# Football Club Tokyo (pallavolo)
Il Football Club Tokyo (FC東京バレーボールチーム) è una società pallavolistica maschile giapponese, con sede nel quartiere Kōtō di Tokyo. Milita nel massimo campionato del giapponese, la V.Premier League. Il club appartiene all'azienda Tokyo Gas.

## Storia
Il Football Club Tokyo nasce nel 1948 come società di pallavolo a 9, col nome di Tokyo Gas, cambiato col nome attuale solo nel 2003. Nel 1985 diventa un club di pallavolo tradizionale ed iniziano l'attività agonista a livello amatoriale. Nel 1998 è promosso in V1 League, la serie cadetta del campionato giapponese. Vince per ben sei volte il campionato, ma fallisce in tutte le occasioni la promozione nella V.Premier League al Challenge Match fino al 2009, quando batte gli Oita Miyoshi Weisse Adler.
Nelle prime stagioni nella massima serie, il risultato migliore ottenuto è la finale nella Coppa dell'Imperatore 2011.

## Rosa 2013-2014
| N° | Nome                | Ruolo | Data di nascita   | Nazionalità sportiva |
| -- | ------------------- | ----- | ----------------- | -------------------- |
| -  | Yasushi Sakamoto    | All   | 21 dicembre 1974  | Giappone             |
| 1  | Masahi Okazaki      | S     | 30 novembre 1990  | Giappone             |
| 3  | Fukuda Yamaoka      | L/S   | 12 settembre 1979 | Giappone             |
| 4  | Tomoe Bate          | P     | 15 aprile 1984    | Giappone             |
| 5  | Takashi Takenami    | P/S   | 24 aprile 1990    | Giappone             |
| 6  | Syohei Yamamoto     | S     | 21 marzo 1991     | Giappone             |
| 8  | Hisashi Aizawa      | C     | 1º gennaio 1991   | Giappone             |
| 10 | Yuya Yamaoka        | P     | 17 maggio 1985    | Giappone             |
| 11 | Miroslav Gradinarov | S/O   | 10 febbraio 1985  | Bulgaria             |
| 12 | Atsushi Abe         | S     | 19 ottobre 1983   | Giappone             |
| 13 | Yūya Tachibana      | L     | 1º marzo 1989     | Giappone             |
| 14 | Tatsuya Kaga        | C     | 19 agosto 1982    | Giappone             |
| 15 | Eto Hideoki         | C     | 27 dicembre 1989  | Giappone             |
| 16 | Shun Takahashi      | P     | 13 gennaio 1990   | Giappone             |
| 17 | Masahiro Hashiba    | S     | 14 luglio 1984    | Giappone             |
| 18 | Yuji Yamamoto       | C     | 18 novembre 1981  | Giappone             |
| 19 | Tadashi Takashiho   | L/S   | 3 marzo 1990      | Giappone             |
| 20 | Daisuke Sato        | S/C   | 29 ottobre 1989   | Giappone             |
| 21 | Shota Suzuki        | C     | 29 settembre 1992 | Giappone             |
| 22 | Ryu Morishige       | S     | 18 luglio 1980    | Giappone             |
| 23 | Yohei Yamamoto      | L     | 11 giugno 1986    | Giappone             |
| 24 | Daisaku Nishino     | S/O   | 10 giugno 1982    | Giappone             |
| 26 | Kantaro Tamakatu    | P     | 30 gennaio 1992   | Giappone             |
| 27 | Daiki Odashima      | S/C   | 22 luglio 1991    | Giappone             |
| 28 | Kazuki Maeda        | S     | 17 luglio 1983    | Giappone             |
| 30 | Dai Tezuka          | S     | 18 novembre 1988  | Giappone             |

## Denominazioni precedenti
- 1948-2003: Tokyo Gas Football Club